# James Andreoni
James Andreoni, né en avril 1959 à Beloit (Wisconsin), est professeur au département d'économie de l'université de Californie à San Diego, où il dirige l'EconLab. Ses recherches portent sur l'économie comportementale, l'économie expérimentale et l'économie publique. Andreoni est connu pour ses recherches sur l'altruisme, et en particulier pour avoir inventé le terme de don chaleureux pour décrire les gains personnels provenant d'actes altruistes. 

## Carrière
Andreoni obtient sa licence à l'université du Minnesota en 1981 et son doctorat à l'université du Michigan en 1986. Il travaille à l'université du Wisconsin-Madison de 1986 à 2005, comme assistant professor jusqu'en 1992, associate professor de 1992 à 2005, puis full professor. Il occupe son poste actuel à l'université de Californie à San Diego en janvier 2006. Selon IDEAS/RePEc, en 2018, il est classé parmi les 1 % des meilleurs économistes mondiaux, puis il gravit jusqu'au rang de 193e économiste mondial en 2024. Il est co-éditeur du Journal of Public Economics, ainsi que rédacteur associé de l'American Economic Review, entre autres.
À partir de 2009, il est chercheur associé au National Bureau of Economic Research.

## Travaux
Les recherches d'Andreoni utilisent un mélange de théorie économique, d'expériences et d'analyse standard de données d'enquête pour explorer différents sujets, notamment : la prise de décision morale, les préférences temporelles, les dons caritatifs et les décisions altruistes. Ses recherches ont été décrites comme élargissant « notre compréhension des donateurs et des organismes de bienfaisance et notre compréhension plus large des biens et des dépenses publics.».

## Distinctions
Il est chercheur Alfred P. Sloan de 1992 à 1994. Il est chercheur associé au National Bureau of Economic Research depuis 2009. Et est élu membre de la Société d'économétrie en 2011, la même année où il a été nommé membre de la Société pour l'avancement de la théorie économique.
De 2007 à 2009, Andreoni est président de l'Economic Science Association, l'organisation professionnelle des économistes expérimentaux. Il est cofondateur de l'Association pour l'étude de la générosité en économie (ASGE) depuis 2013, et en est vice-président depuis.

## Vie privée
Depuis 2008 il est soigné pour la maladie de Parkinson par le professeur Stephanie Lessig.